# Syllogae minores
Syllogae minores (lett. "sillogi minori") è il termine usato in letteratura per descrivere le collezioni minori di epigrammi greci, che fanno parte dell'antologia greca. "Syllogae" deriva dalla parola greca "Συλλογαί" (collezioni), mentre il termine "minores" (minori) è usato per distinguerle dalle collezioni più grandi e importanti, ossia l'Antologia Palatina e l'Antologia di Planude. 
Alcune di queste hanno una rilevanza particolare perché contengono epigrammi che non si trovano in altre collezioni o perché risalgono a stadi di tradizione importanti per la ricostruzione del testo dei componimenti che contengono (le varianti testuali in esse contenute vanno quindi affiancate a quelle delle Antologie maggiori); altre sillogi derivano invece da collezioni conosciute, soprattutto dall'Antologia di Planude.

## Collezioni
Queste sono le collezioni che rientrano nelle Syllogae minores:
- La Silloge S (Sylloge Parisina), di 118 epigrammi, è contenuta nel Paris. Suppl. gr. 352, XIII sec. (pubblicato da Cramer, An. Par. 4.365); una versione abbreviata della silloge si trova nel Par. gr. 1630 (metà del XIV sec.).

- La Silloge L (Sylloge Laurentiana), di 169 epigrammi, fu realizzata da Massimo Planude nel 1280 circa (ossia 20 anni prima della creazione della sua Antologia). Nella sua forma più completa si trova nel codice Laur. 32,16 (autografo di Massimo Planude); la si ritrova in forma abbreviata anche in altri manoscritti, per lo più prodotti nell'ambito della scuola planudea. Dalla maggiore Antologia di Planude, poi, derivano la Sylloge Σ, di 121 epigrammi, che si trova insieme alla Syll. E nei codici Par. gr. 1773 e Laur. 57.29, ma ha una diversa origine: diversamente dalla Silloge E, infatti, questa collezione deriva dall'Antologia di Planude; la Sylloge F, di 52 epigrammi (Laur.  91 sup. 8 ff. 1-6 del XVI sec.); la Sylloge K, di 19[1] o 24[4] epigrammi tratti dall'Antologia di Planude e conservati nel Laurentianus 59.44, nel Marc. gr. XI.15 e nel Vat. gr. 1404; la Sylloge G, con 33 epigrammi tratti dall'Antologia di Planude e conservati nel Par. Suppl. gr. 455 (XV-XVI sec.).

- La Silloge E, nota in passato come Sylloge Euphemiana, di 82 epigrammi, è conservata in tre manoscritti della fine del XV sec.: il Parisinus Graecus 2720 (pubblicato da Schneidewin, Progymn. in Anth. Gr. Goettingen 1855[6]) è la fonte principale. Gli altri due manoscritti sono il Parisinus Gr. 1773 e Laur. 57.29[7] (pubblicato da Stadtmueller) entrambi copie del Paris. Gr. 2720.

- Nella Silloge Σπ sono presenti 58 epigrammi scritti da una mano del XIII secolo sulle pagine rimaste bianche della Antologia Palatina. Il contenuto di questa collezione si sovrappone in parte a quello della Syll. E e si deve pensare che le due collezioni derivino da una stessa raccolta.

- La Appendix B.-V. or ABV (Appendix Barberino-Vaticana) ha 56 (o 54) epigrammi erotici, conservati in tre manoscritti: Vat. Barb. gr. 123, Vat. gr. 240 e Par. Suppl. gr. 1199 (XVI sec.), (pubblicato da L. Sternbach, Anth. Plan. Appendix Barberino-Vaticana [Leipzig 1890], basandosi sui primi due codici ( e ).[8]

- Sillogi minime sono la Sylloge I (17 epigrammi, conservati nel codice Vat. Pal. gr. 128 della prima metà del XV sec.); Sylloge H (24 epigrammi nella sua forma più completa; è tramandata in varie versioni da 5 manoscritti); Sylloge O (31 epigrammi tratti dall'Antologia di Planude e conservati nel Laur. 32.50 del XV-XVI sec.); Sylloge T (45 epigrammi conservati nel Vindobonensis Phil. gr. 311 del tardo XV sec.).